# Pereyra
Pereyra  é uma localidade do partido de Berezategui, da Província de Buenos Aires, na Argentina. Possui uma população estimada em 1.147 habitantes (INDEC 2001).